# Brice Etès
Brice Etès (ur. 11 kwietnia 1984 w Monako) – monakijski lekkoatleta specjalizujący się w biegach średnich.
Startuje głównie w biegu na 800 metrów. Jest w tej konkurencji rekordzistą Monako z czasem 1:47,61 (22 lipca 2010 w Monako podczas mitingu Herculis), choć jego rekord życiowy jest lepszy (1:47,03), został ustanowiony, gdy Etes miał obywatelstwo francuskie.
Na halowych mistrzostwach świata w 2010 w Dosze oraz halowych mistrzostwach Europy 2011 w Paryżu odpadł w eliminacjach biegu na 800 m, a w mistrzostwach Europy w 2010 w Barcelonie odpadł w półfinale tej konkurencji. Wielokrotny złoty medalista igrzysk małych państw Europy.
Startował w biegu na 800 metrów na igrzyskach olimpijskich w 2012 w Londynie, ale został zdyskwalifikowany w biegu eliminacyjnym, a na igrzyskach olimpijskich w 2016 w Rio de Janeiro odpadł w eliminacjach tej konkurencji.
Uczestnik mistrzostw Europy w Amsterdamie (2016).

## Rekordy życiowe

### Na otwartym stadionie
- bieg na 400 metrów – 48,63 (3 czerwca 2011, Schaan) rekord Monako
- bieg na 800 metrów – 1:47,03 (29 lipca 2008, Monako), 22 lipca 2010 w Monako ustanowił rekord kraju – 1:47,61
- bieg na 1000 metrów – 2:27,98 (19 września 2004, Monako)
- bieg na 1500 metrów – 3:52,1 (14 stycznia 2007 Nicea)

### W hali
- bieg na 400 metrów – 48,74 (16 stycznia 2005, Nicea)
- bieg na 800 metrów – 1:50,57 (18 lutego 2017, Bordeaux) rekord Monako
- bieg na 1500 metrów – 3:50,50 (15 lutego 2008 Bordeaux)